# Diocèse de Valence
Ne doit pas être confondu avec Archidiocèse de Valence ou Archidiocèse de Valencia.
Le diocèse de Valence (en latin :  Dioecesis Valentinensis) porte le nom de la ville où réside son évêque : Valence (préfecture de la Drôme). Son territoire correspond à celui de l'actuel département de la Drôme.
Par décret de la Congrégation consistoriale du 12 juin 1911, l'évêque de Valence et ses successeurs sont autorisés à joindre à leur titre ceux des évêchés supprimés de Die (Diocesis Diensis) et de Saint-Paul-Trois-Châteaux (Diocesis Tricastinensis).
Le saint patron du diocèse est l'évêque saint Apollinaire.

## Histoire
L'actuel diocèse de Valence, soumis à la juridiction de l'archevêque de Vienne, correspond au territoire du département de la Drôme, mais est constitué de la réunion des diocèses d'Ancien Régime de Valence (hors rive droite du Rhône), de Die (hors Trièves), de Saint-Paul-Trois-Châteaux, de la partie sud du diocèse de Vienne et de fragments des diocèses de Vaison, de Gap et de Sisteron.
La plus ancienne création d'évêché, dans ces territoires, est sur le territoire voconce, dans le tiers sud-est du département : d'abord Vaison, dont un évêque est présent au concile d'Arles (314), puis Die qui envoie un évêque au concile de Nicée (325).

### Le diocèse de Valence (347?-actuel)
La fondation de la communauté chrétienne de Valence se place vers la fin de la première moitié du IVe siècle. Le diocèse est suffragant de Vienne. Le premier évêque attesté du diocèse serait Émilien, vers l'an 360.

### Le diocèse de Die (325-1790)
La liste des évêques de Die proposée par la tradition avant 325 ne repose sur aucune source sérieuse. Le premier évêque connu à Die est Nicaise (Nicasius), seul représentant des Gaules au concile de Nicée (325). Il est probable que l'installation d'un évêque à Die était alors récente.
Le territoire de ce diocèse correspond sensiblement à celui de la cité romaine des Voconces septentrionaux, englobant le sud du Vercors, la Gervanne, l'est du Crestois et la vallée de la Drôme, Bourdeaux, Dieulefit, Grignan, la rive droite de l'Eygues et le Trièves.
En 1275, pour renforcer les pouvoirs des comtes-évêques de Die et de ceux de Valence face au pouvoir grandissant des comtes de Valentinois, le pape Grégoire X décide de réunir les deux diocèses sous l'autorité d'un seul évêque, qui prendra le titre d'évêque de Valence et de Die,,. Devenue réalité en 1276 à la mort de l'évêque Amédée de Genève, cette situation durera jusqu'en 1687, lorsqu'après un siècle de troubles religieux, il sera jugé préférable de remettre un évêque à la tête de chacun des deux diocèses afin de contrer le protestantisme.
Le diocèse de Die est supprimé en 1790.

## Organisation

### Paroisses
L’Église catholique de Valence est organisée en 22 paroisses, elles-mêmes regroupées en six unités pastorales et trois régions.
Dans la « Drôme dauphinoise » (Nord) :
- Notre Dame de la Valloire
- Saint Joseph de la Galaure
- Saint Vincent de l’Hermitage
- Notre Dame des Collines de l’Herbasse
- Saint Jacques en Pays de Romans
- Sainte Claire en Dauphiné
- Saint Pierre des Monts du Matin
- Sainte Marie en Royans-Vercors

Dans le « Val Drôme » (Centre) :
- Sainte Jalle sur Rhône
- Notre Dame des Peuples de Valence
- Saint Emilien de Valence
- Saint Martin de la Plaine de Valence
- Saint Paul du Rhône
- Sainte Famille du Crestois
- Saint Marcel en Diois]

Dans la « Drôme provençale » (Sud) :
- Sainte Anne de Bonlieu
- Notre Dame du Rhône
- Saint Marcellin Champagnat en Tricastin
- Saint Jean-François Régis sur Lez
- Saint François d’Assise en Nyonsais
- Notre Dame du Haut Nyonsais
- Saint Joseph en Baronnies

### Personnalité
Pierre Vignon est prêtre à La Chapelle-en-Vercors dans le Vercors.

## Patrimoine
Dans la Drôme dauphinoise (Nord) :
- Chapelle des évêques de Saint-Donat-sur-l'Herbasse  Classé MH (1906)
- Collégiale Saint-Barnard (Romans-sur-Isère)  Classé MH (1840)
- Abbaye Notre-Dame de Triors (Triors)

Dans le Val Drôme (Centre) :
- Sanctuaire Saint-Joseph d’Allex (Allex)
- Église du Saint-Sauveur (Crest)
- Cathédrale Notre-Dame (Die)  Classé MH (1840)
- Abbaye de Léoncel (Léoncel)  Inscrit MH (1840)
- Cathédrale Saint-Apollinaire (Valence)  Classé MH (1862)
- Église Saint-Jean-Baptiste (Valence)  Inscrit MH (1978)

Dans la Drôme provençale (Sud) :
- Abbaye Notre-Dame d'Aiguebelle
- Église de Barret-de-Lioure,  Inscrit MH (1926)
- Chapelle du Val des Nymphes (La Garde-Adhémar)
- Notre-Dame de Fresneau (Marsanne)
- Église de Saint Restitut (Saint-Restitut)
- Chapelle du St Sépulcre (Saint-Restitut)
- Cathédrale Notre-Dame (Saint-Paul-Trois-Châteaux)  Classé MH (1840)

## Prélats originaires du diocèse de Valence
- Alphonse-Hubert de Latier de Bayane (1739-1818), cardinal-diacre de Sant'Angelo in Pescheria
- Alain Planet, évêque émérite de Carcassonne

## Initiatives en matière d'écologie
Le diocèse de Valence a créé l'association « OEKO-LOGIA », ainsi que l'Observatoire diocésain des réalités écologiques, à l'initiative du théologien Fabien Revol, originaire de la Drôme.